# جرمی عبادی
جرمی عبادی (انگلیسی: Jérémy Abadie؛ زادهٔ ۱۷ اکتبر ۱۹۸۸) بازیکن فوتبال اهل فرانسه است.
از باشگاه‌هایی که در آن بازی کرده‌است می‌توان به باشگاه فوتبال استراسبورگ و باشگاه فوتبال ستاره سرخ اشاره کرد.